# Buenavista (Quezon)
Buenavista ist eine philippinische Stadtgemeinde in der Provinz Quezon. Sie hat 30.047 Einwohner (Zensus 1. August 2015). Die Gemeinde liegt auf der Bondoc-Halbinsel, an der Küste des Golfes von Ragay.

## Baranggays
Buenavista ist administrativ in 37 Baranggays unterteilt.
| - Bagong Silang - Batabat Norte - Batabat Sur - Buenavista - Bukal - Bulo - Cabong - Cadlit - Catulin - Cawa - De La Paz - Del Rosario - Hagonghong | - Ibabang Wasay - Ilayang Wasay - Lilukin - Mabini - Mabutag - Magallanes - Maligaya (Esperanza) - Manlana - Masaya - Poblacion - Rizal - Sabang Pinamasagan | - Sabang Piris - San Diego - San Isidro Ibaba - San Isidro Ilaya - San Pablo - San Pedro (Villa Rodrigo) - San Vicente - Siain - Villa Aurora - Villa Batabat - Villa Magsaysay - Villa Veronica |